# Jorge Francisco Casanova
Jorge Francisco Casanova Canchila (Caracas, 6 de julho de 1984) é um futebolista venezuelano que atua como meio-campo. Atualmente está no Dep. Táchira da Venezuela.